# Гамбино, Розарио
Розарио «Сал» Гамбино — итальянский гангстер семьи Гамбино. Он стал национально известным, когда вместе со своими братьями создал многомиллионный героиновый наркокартель в 1970-х и 1980-х годах. На рубеже веков о нём снова широко говорили СМИ, когда члены его семьи подозревались в попытке получить президентское помилование с помощью взяток.

## Биография

### Семья
Розарио Гамбино был средним сыном Томмазо Гамбино в Палермо на Сицилии 12 января 1942 года. Вместе с братьями Джузеппе и Джованни он стал мафиози сицилийской мафии. Они являются дальними родственниками Карло Гамбино и его сына Томаса Гамбино. Его семья переехала в США в 1962 году. После переезда Гамбино завёл свою собственную семью и четырёх детей. Оба его сына Энтони и Томмазо стали мафиози. После тюремного заключения Розарио в Лос-Анджелесе, его дети переехали в Лос-Анджелес и открыли звукозаписывающую компанию и компанию по платной установке телефонов.
Гамбино также были тесно связаны с семьями Спатола, Инцерилло и Ди Маджио на Сицилии. Все эти семьи вместе тесно сотрудничали, чтобы организовать трансатлантические операции по контрабанде героина:
«…Братья Гамбино — двоюродные братья братьев Розарио, Винченцо и Антонио из семьи Спатола, их отец Саальваторе — брат матери Гамбино; Джузеппе Инцерилло женат на Джузеппе Ди Маджио — сестре Калоджеро, Джузеппе и Сальваторе Ди Маджио; Калоджеро Ди Маджио женат на Доминике Спатола, что укрепляет связи между этими семьями».

### Нью-Джерси
Семья Розарио Гамбино в конце концов добралась до Нью-Джерси. Хотя они въехали в страну нелегально в 1962 году, им было предоставлено постоянное место жительства в 1966 году. Братья позднее присоединились к криминальной семье Гамбино и были сделаны её членами в 1975 году Полом Кастеллано. Старший брат Джованни (который американизировал своё имя до Джона) стал капореджиме в семье, а Розарио и Джузеппе (американизировавший своё имя до Джозефа) — его главными помощниками. Вместе братья формируют бригаду, известную как «Гамбино из Черри-Хилл», названную в честь своего первого города работы: Черри-Хилл.
Вместе Розарио и Джозеф открыли сеть ресторанов «Father and Son Pizza». Они также открыли пиццерии в Филадельфии и Камдене и, с двоюродным братом, на юге вплоть до Довера, Делавэр. Оба брата были также подозреваемыми в серии поджогов в 1980-х годов. Несмотря на значительные доходы, Розарио дали немного денег на возврат подоходного налога. Согласно отчётам правительства:
«…Можно найти финансовую картину, которая просто не заслуживают доверия.. Его собственный адвокат не смог идентифицировать род его деятельности, когда его попросил это сделать суд. В течение последних нескольких лет он указывал умеренные суммы доходов, около $20000 в его индивидуальном подоходном налоге в 1982 и около $21000 в его декларации о доходах в 1983, хотя он живёт в шикарном доме, который застрахован на $150000 и за который он выплачивает по кредиту в $1087 в месяц. Более того, в течение календарного 1983 года он сделал вложений на общую сумму чуть менее $ 35000 на его текущий счёт. Он показал, что он был безработным с 31 декабря 1983 года до его ареста 16 марта 1984 года. Хотя он якобы не имел источника дохода, он заявил, что оставил нетронутыми $20000 дохода наличными со своей пиццерии. Тем не менее он был в состоянии удовлетворить свои расходы на проживание, поиграть в казино и заплатить $1697 наличными за цветовой фонтан, установленный спереди его дома в этот период».
В 1983 году Луи Эпполито, офицер NYPD, работавший в интересах Нью-йоркской мафии, подозревался в коррупционном случае, когда он предоставлял доклады NYPD о Розарио самому Розарио. Розарио также был связан с Максипроцессом, хотя его за это никогда не арестовали.

### Героин
Несмотря на официальный запрет на торговлю наркотиками в Американской мафии (правило, которое исторически игнорируется), Гамбино активно участвовали в перевозке героина из Бенсонхёрста. Гамбино из Черри-Хилл были конечными получателями героина, который доставлялся в кланом Гамбино-Инцерилло-Спатола-Ди Маджио из Сицилии. Они каждый год контрабандно ввозили в США героина на $600 млн. Многие из этих денег был отправлены обратно в Италию, чтобы быть инвестированными в законный бизнес. К 1982 году холдинги Инцерилло-Гамбино-Спатола в Палермо оценивались в миллиард долларов США.
Гамбино были в хороших отношениях с итальянским банкиром Микеле Синдона. Когда Sindona попал в беду и был осуждён за банкротство Национального банка Франклина, Джон Гамбино закупил фальшивый паспорт и помог устроить фиктивное похищение в августе 1979 года, чтобы скрыть 11-недельную поездку до Сицилии до назначенного суда по мошенничеству. Однако Синдона также начал рисковать героиновыми деньгами мафии из-за его финансовых злоупотреблений. Реальной целью похищения было опубликовать компромат на прошлых политических союзников Синдона (среди них премьер-министр Джулио Андреотти). Гамбино сопутствовали попытке Синдона возместить деньги, но планы не удались, и Синдона был арестован, что привело к обвинению сети Инцерилло-Спатола-Гамбино. Остаётся неясным, были ли мафиозные деньги, потерянные Синдона, возмещены. Розарио встретился с Синдона и Джоном Гамбино после его возвращения в Международном аэропорту имени Джона Кеннеди.
В 1980 году Джованни Фальконе в Италии выписал ордер на арест трёх братьев по обвинениям в торговле наркотиками. Братья никогда не вернулись в Италию, и США не экстрадировали их, поэтому они предстали перед судом за торговлю наркотиками заочно. В 1984 году три брата пошли под суд по обвинению в наркоторговле в США. Хотя Джон и Джозеф были оправданы, Розарио был признан виновным в продаже героина полицейским под прикрытием и приговорён к 45 годам лишения свободы. Затем он был переведён в Федеральное исправительное учреждение Терминал-Айленд в Лос-Анджелесе для отбытия наказания.

## Попытка помилования
Гамбино снова попал на заголовки в 2001 году, когда появились сообщения, что в 1995 году сводный брат президента Билла Клинтона Роджер Клинтон-младший якобы взял $50000 и часы Rolex от детей Гамбино. Согласно сообщениям, в свою очередь Роджер сказал, что он может гарантировать Анне и Томмазо (детям Розарио) президентское помилование президентом Клинтоном. В 1995 году Роджер Клинтон безуспешно лоббировал чиновников условно-досрочно освободить Розарио Гамбино. В 1999 году, когда президент готовился решить, кто будет помилован в его последние дни на сроке, имя Гамбино было в списке для рассмотрения. В конечном счете, президент отказал Гамбино в помиловании.

## Депортация
Находясь в тюрьме, Гамбино остался в хороших связях с членами Лос-анджелесской семьи Джимми Качи, Кенни Галло и своим собственным сыном Томмазо. Итальянское правительство пыталось добиться выдачи Гамбино в 2001 году на основе заочного осуждения за незаконный оборот наркотиков. Окружной суд США в Калифорнии отклонил эту просьбу, поскольку Гамбино уже был оправдан по аналогичным обвинениям в Нью-Йорке. В 2006 году Гамбино был освобождён из тюрьмы после отбытия 22 лет срока и передан в центр содержания иммигрантов под стражей в Калифорнии в ожидании высылки в Италию. В сентябре 2007 года иммиграционный судья в Лос-Анджелесе, цитируя Конвенцию ООН против пыток, постановил, что должна Гамбино не быть депортированы. Судья счёл, что в Италии Гамбино, вероятно, будет заперт в тюрьме с суровыми, угрожающими жизни и вредными условиями, чтобы заставить заключённых раскрыть информацию о сицилийской мафии (статья 41-бис). Подобные причины были использованы, чтобы предотвратить депортацию его братьев после судимости. Иммиграционная и таможенная полиция США успешно обжаловали это решение. 23 мая 2009 года Гамбино прибыл в Рим в Международный аэропорт имени Леонардо да Винчи, где и был взят под стражу.